# Bodyguard Kiba: Apocalypse of Carnage 2
Bodyguard Kiba: Apocalypse of Carnage 2 (en japonés: 修羅の黙示録2 ボディーガード牙, Shura no mokushiroku 2: Bodigaado Kiba?) también conocida como Bodyguard Kiba 3: Second Apocalypse of Carnage, Bodyguard Kiba: Combat Apocalypse 2, o simplemente Bodyguard kiba 3, es una película japonesa de acción y artes marciales estrenada directamente a vídeo en 1995 y dirigida por Takashi Miike. Es la última película de la trilogía Bodyguard Kiba de Miike, después de la película Bodyguard Kiba de 1993 y la película Bodyguard Kiba: Apocalypse of Carnage de 1994, basadas en un manga de Ikki Kajiwara y Ken Nakagusuku.

## Argumento
Kiba es contratado por la productora cinematográfica Happy World para proteger a la actriz Leesyang, quien ha recibido una amenaza de muerte por parte de Chang, su antiguo ex mánager, que ahora está muriendo de cáncer y solo le quedan unos meses de vida. Kiba que está recuperándose de un disparo en la pierna, le entrega la tarea a Ryo, quien vuela a Taiwán, donde se filma la película. Allí serán el constante objetivo de Chang, que quiere matarla después de que ella lo dejara.

## Reparto
| Actor                         | Papel    |
| ----------------------------- | -------- |
| Takeshi Yamato                | Kiba     |
| Takanori Kikuchi              | Ryo      |
| Cindy Meng                    | Leesyang |
| Sayoko Yoda                   | Ranhuang |
| Hsiao Hu-Tou                  | Chang    |
| Chang I-Teng                  | Son      |
| Masaaki Asato                 | Huang    |
| Wayne Chen                    | Huong    |
| Megumi Sakita (Ryō Narushima) | Maki     |
| Hisao Maki                    | Tetsugen |
| Michihiko Yanagimoto          | Izumida  |
| Lu Shun-Keng                  | Chen     |
| Hung Liu                      | Wang     |
| Masato Iida                   |          |
| Kuan Kuan                     |          |
| Hsu Yung-Tan                  |          |
| Chen Wen-Hui                  |          |
| Chien Te-Shing                |          |
| Tan Yi-Hwa                    |          |

## Producción y lanzamiento
Dirigidas por Takashi Miike y protagonizadas por Takeshi Yamato, se lanzaron tres películas en VHS: 
- Bodyguard Kiba (en japonés: ボディガード牙,  Bodigādo Kiba?) en 1993.
- Bodyguard Kiba: Apocalypse Of Carnage (en japonés: 修羅の黙示録 ボディーガード牙,  Shura no mokushiroku: Bodigaado Kiba?) en 1994.
- Bodyguard Kiba: Apocalypse of Carnage 2 (en japonés: 修羅の黙示録2 ボディーガード牙,  Shura no mokushiroku 2: Bodigaado Kiba?) en 1995.
Sólo las dos primeras películas han sido lanzadas en DVD en Japón

Tras la producción de Shinjuku Outlaw, las películas Bodyguard Kiba: Apocalypse Of Carnage y Bodyguard Kiba: Apocalypse of Carnage 2 se rodaron consecutivamente y principalmente en Taiwán. Por esta razón, la tercera película de la trilogía tiene una fecha de copyright de 1994 en sus créditos, sin embargo, se estrenó por primera vez directamente en VHS el 3 de febrero de 1995, publicado por Hero y vendido por Taki Corporation,y en DVD en abril de 2008 en Italia por Eagle Pictures.

La tercera película de esta trilogía se lanzó bajo varios títulos alternativos en inglés, incluyendo Bodyguard Kiba 3: Second Apocalypse of Carnage, Bodyguard Kiba: Combat Apocalypse 2 y Bodyguard Kiba: Apocalypse Gang 2.

Como curiosidad, varias personas del equipo de realización de la película también participaron como actores en ella. El diseñador de producción Wayne Chen, interpretó el papel de 'Huong', el líder de una pandilla de motociclistas. Masaaki Asato, coordinador de especialistas, interpretó el papel 'Huang', el director de cine. Hisao Maki, el guionista de la película y uno de los productores ejecutivos, interpretó el papel de 'Tetsugen', jefe del dojo.

## Recepción
El crítico Alejandro Knoth, en una reseña para Asian Movie Pulse, escribió: «Bodyguard Kiba 3 es probablemente la peor cooperación entre Miike y Maki. Es un desastre de 74 minutos y un mal ejemplo de cómo no trabajar con actores extranjeros.  Una trama cursi y actuaciones falsas. También hay una banda sonora sacada directamente de una película porno de los 90 y una copia bastante mala de la escena inicial de “Reservoir Dogs”. La parte final te hace apreciar las dos primeras películas. Querido fan acérrimo de Takashi Miike, omite esta».